# LG1 Mark II

L'obusier LG1 est un obusier français de calibre 105 mm et de 30 calibres produit par KNDS France. Sa faible masse lui permet un déploiement facile et en fait la pièce d'artillerie idéale pour les forces de réaction rapide. Elle est en service dans plusieurs armées étrangères.

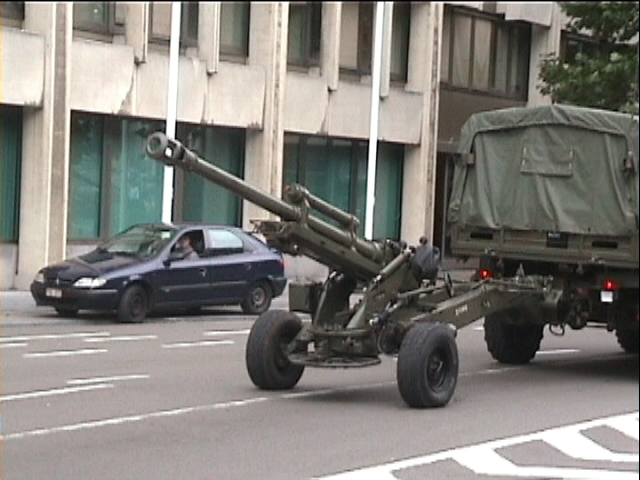
Obusier LG1 de l'armée belge tracté en 2005.

## Historique
Le LG1 est développé sur fonds propres par Giat Industrie à partir de 1987 avec la production de trois prototypes soumis ensuite à des tests intensifs, suivis de trois canons de préproduction.
En 2022, le LG1 coute 2,08 millions de dollars américains.

## Caractéristiques

### Canon
L'obusier LG1 est une pièce d'artillerie de 105 mm de 30 calibres et d'une longueur de 3,15 mètres mise en service par cinq hommes. Il se caractérise par une masse relativement faible de 1 650 kilos qui en fait la pièce d'artillerie la plus légère du monde dans sa catégorie. Cela permet une entrée en service et une sortie de batterie en trente secondes mais va de pair avec une durée de vie comparée du tube courte de 7500 coups en théorie et de 1500 en pratique.
La cadence de tir est de douze coups par minute avec un champ de tir de 36° à droite et à gauche (640 mil) avec une hausse de -3° (-53 mil) à 57° (1244 mil).

### Mobilité
En raison de sa légèreté le LG1 peut être tracté par tout type de véhicules, y compris les véhicules tout terrain 4x4, et héliporté par nombre d'hélicoptères moyens comme les Bell 212, SA 330 Puma, UH-60 Blackhawk ou H225M Caracal.
Il peut être facilement aérostransporté avec le transport simultané de quatre LG1 dans un même C-130 Hercules.

### Munitions et portée
Le LG1 peut échapper à la détection des radars de trajectographie jusqu'à une portée de 11 km grâce à la flèche très basse de ses trajectoires de tir tendu et tirer tous les obus de calibre 105 mm au standard OTAN dont:
- Obus US M1 d'une portée de 7km[3]
- Obus à portée étendue ERG3 d'une portée de 17 km[3]

Le tir direct est possible jusqu'a 2 km.

### Versions
L'obusier LG1 a été amélioré au cours du temps et est donc disponible en plusieurs versions, dont:
- Obusier LG1 Mark I : version originale.
- Obusier LG1 Mark II : amélioration de l'autofrettage du tube qui permet de tirer des munitions avec davantage de pression[1].
- Obusier LG Mark III : ajout d'une centrale inertielle 3D et d'un radar doppler en sortie de tube[1].

Le tube de 30 calibres du LG1 est proposé par Nexter pour moderniser les canon M101A américains et augmenter leur portée au prix d'une augmentation de masse de 233 kilos. L'Armée royale thaïlandaise modernise ainsi 285 M101 sous le nom de M425 en 1996 et 1997 tandis que l'Armée philippine modernise douze M101 de la sorte en 1997. 

## Utilisateurs

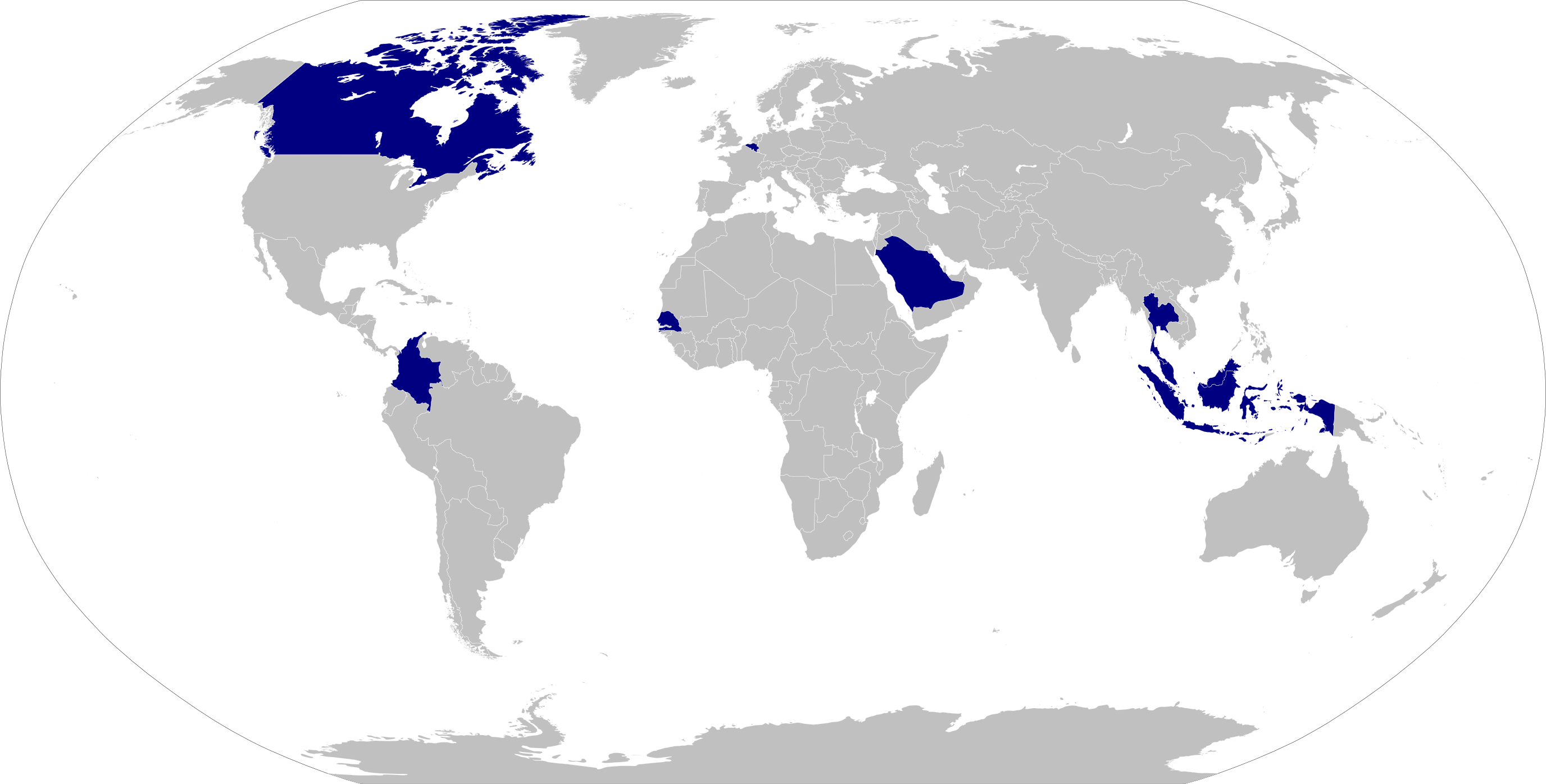
Utilisateurs de l'obusier LG1
Actuels pays utilisateurs
Anciens pays utilisateurs

### Utilisateurs actuels
Arabie saoudite
Armée de terre saoudienne : 91 obusiers LG1 sont livrés entre 2018 et 2022.
 Belgique
Composante terre : 14 obusiers LG1 Mark II sont livrés en 1997  et mis en service par le bataillon d'artillerie du Régiment Para-Commando de Brasschaat. Ils sont ensuite mis en service dans l'unique Bataillon d'Artillerie belge à partir de 2010 et sont tractés par des camions Unimog ou des blindés ATF Dingo.
Ils doivent être remplacés par des CAESAR à partir de 2027.
 Canada
Armée canadienne : 28 obusiers LG1 Mark II sont livrés en 1996 et 1997 pour remplacer les automoteurs M109. Ils sont mis en service au sein d'une batterie de six obusiers par Light Infantery Battalion et sont tractés soit par des blindés Grizzli soit par des camions Iveco VM 90. Le LG1 Mark II est remplacé par le M777 dans les unités régulières mais reste en service dans les unités de réserve en 2023.
 Colombie
Armée nationale colombienne : 20 obusiers LG1 Mark III sont livrés en 2010, suivis par trois LG1 Mark III supplémentaires en 2014 équipés d'un nouveau système de contrôle de tir. Ces obusiers sont mis en service dans le 10ème Bataillon d'Artillerie et remplacent les obusiers M101.
La Colombie développe un canon automoteur basé sur l'obusier LG1 Mark III appelé Joya SAA-1, en l'associant à un châssis de camion M923 modifié. Ce développement est assisté par Nexter et doit permettre de mettre en service six automoteurs.
 Indonésie
Corps des fusiliers marins indonésiens : 20 obusiers LG1 Mark II adaptés à l'environnement maritime sont livrés en 1996. Nexter espère vendre davantage d'obusiers LG1 Mark II pour remplacer les M101 de l'Armée de terre indonésienne.
 Malaisie
Forces armées malaisiennes : 18 obusiers LG1 Mark III sont livrés en 2020 et 2021 après une commande en avril 2018. Le contrat est gagné face aux turcs de MKEK et aux britanniques de BAE Systems grâce à un partenariat avec Advance Defense Systems qui assemble les LG1 localement sur son site de Gemas (en).
 Sénégal
Armée de terre sénégalaise : 8 obusiers LG1 sont commandés en avril 2022 pour remplacer les obusiers M101 d'origine américaine, ils sont livrés en 2023 et 2024.
 Thaïlande

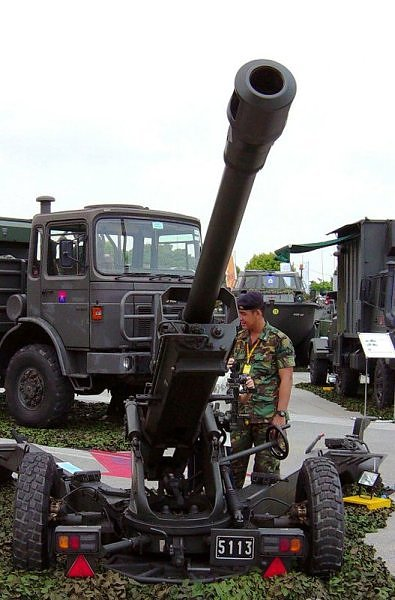
Un obusier LG-1 de 105 mm en démonstration lors des journées portes ouvertes de l'armée singapourienne

Armée royale thaïlandaise : 51 obusiers LG1 sont commandés en diverses configurations pour remplacer les obusiers M425 et OTO Melara Modèle 56. Ainsi, 24 LG1 Mark II sont livrés en 1996, 15 LG1 Mark I singapouriens de seconde main sont livrés en 2011 et 6 LG1 Mark III sont livrés en 2023 avec six autres devant encore être livrés. L'obusier LG1 est tracté par des Land Rover Defender.

### Anciens utilisateurs
Singapour
Forces armées de Singapour : 37 obusiers LG1 Mark I sont livrés en 1992 et 1993 après que GIAT a gagné un appel d'offres face à l'obusier L118 de BAE Systems. Le LG1 Mark I est retiré du service en 2008 et est remplacé par l'obusier singapourien ST Kinetics Pegasus. Quinze d'entre eux sont livrés de seconde main à la Thaïlande en 2011.

### Pays évaluateurs
France
Armée de terre : l'obusier LG1 est certifié par l'armée française. 

## Engagements

### Guerres de Yougoslavie
Dans le cadre de l'intervention de l'OTAN en Bosnie-Herzégovine, le Canada déploie des canons LG1 en Bosnie à partir de 1996 au sein de la Force de stabilisation.

### Guerre d'Afghanistan
Lors de la guerre d'Afganistan, les canons LG1 du 1st Regiment, Royal Canadian Horse Artillery (en) de l'armée canadienne sont déployés à Kaboul dans le cadre de l'opération Athéna.

### Conflit armé colombien
Lors du conflit armé colombien, les canons LG1 de l'armée nationale colombienne sont utilisés en lien avec l'hélicoptère UH-60 Blackhawk, ce qui lui confère une grande mobilité.